# Bombus occidentalis
Bombus occidentalis (saknar svenskt namn) är en insekt i överfamiljen bin (Apoidea) och släktet humlor (Bombus) som lever i USA och Kanada. 

## Taxonomi
Ibland betraktas denna art som en underart av Bombus terricola. Modern DNAanalys har emellertid fastslagit att det finns tydliga skillnader mellan de båda taxonen.

## Beskrivning
Bombus occidentalis är en korttungad humla med en varierande färgteckning. Hos den mest utbredda formen är huvudet hårigt i en blandning av gula och svarta hår, den främre delen av mellankroppen är gul, medan den bakre är svarthårig. Bakkroppen är svart utom de tre sista segmenten som är vita; dock är det allra sista segmentet glest behårat, så att den svarta kroppsfärgen lyser igenom. I södra Kalifornien finns en annan form, som skiljer sig åt genom att ha gult på sidorna av det andra bakkroppssegmentet, gult på hela det tredje, och femte bakkroppssegmentet rödbrunt. Ytterligare en färgform finns i Klippiga bergen; denna skiljer sig från den första genom att större delen av mellankroppen är gul, och att bakre delen av andra och hela tredje bakkroppssegmenten är gula. Generellt ser hanen likadan ut som honorna (drottning och arbetare), men huvudet är rent gult framtill och mitt på översidan.

## Ekologi
Arten har tidigare, när den var mera spridd, varit en vanlig besökare hos växter som björnbär, blåbär, avokado, äpple och blålusern. Den används fortfarande kommersiellt för att pollinera växthustomater och tranbär. Precis som flera andra nordamerikanska humlor och även europeiska humlor som tjuvhumla och mörk jordhumla brukar denna humla stjäla nektar ur långpipiga blommor genom att bita hål på nektargömmet.
I Kalifornien är drottningen aktiv mellan februari till november, samt arbetarna och hanarna mellan april till tidigt i november.
Hanarna är så kallade patrullerare; de flyger runt längs bestämda banor och avsätter könsferomoner på höga objekt i naturen för att locka till sig parningsvilliga ungdrottningar. Bona förläggs vanligtvis underjordiskt i gamla gnagarbon. Det förekommer att bona kläs med gräs eller fågelfjädrar. De kan bli mycket stora; de underjordiska gångarna kan ha en längd av mer än två meter, och kan innehålla nästan 1 700 individer.

## Utbredning
Arten var en gång vanlig i större delen av västra Nordamerika, från Alaska i norr till norra Kalifornien, Oregon, Idaho, Montana, Wyoming och västra Nebraska i öster samt Utah, Colorado, norra Arizona och New Mexico i söder. Sedan 1998 har emellertid arten minskat drastiskt, och förutom de fortfarande livskraftiga populationerna i Alaska och Klippiga bergen i USA och Kanada återstår endast rester. Man misstänker att den, likt arten Bombus affinis, kan ha smittats med den mikroskopiska svampen Nosema bombi från kommersiellt inporterade humlor.